# Opisthocoelicaudia
Opisthocoelicaudia là một chi khủng long chân thằn lằn sinh sống vào thời kỳ Creta muộn tại nơi ngày nay là sa mạc Gobi của Mông Cổ. Loài điển hình là Opisthocoelicaudia skarzynskii. Một bộ xương được bảo quản tốt chỉ thiếu phần đầu và cổ đã được các nhà khoa học Ba Lan và Mông Cổ khai quật từ ngày 10 đến ngày 23 tháng 6 năm 1965, trong chuyến thám hiểm cổ sinh vật học chung Ba Lan-Mông Cổ do nhà cổ sinh vật học Ba Lan Zofia Kielan-Jaworowska dẫn đầu., khiến Opisthocoelicaudia trở thành một trong những loài khủng long chân thằn lằn được biết đến nhiều nhất từ kỷ Phấn trắng muộn. Dấu răng trên bộ xương này cho thấy những con khủng long ăn thịt lớn đã ăn xác và có thể đã mang đi những phần cơ thể hiện đã mất đi. Cho đến nay, chỉ có hai mẫu vật bổ sung, ít hoàn chỉnh hơn nhiều được biết đến, bao gồm một phần vai và một phần đuôi rời rạc. Là một loài sauropod tương đối nhỏ, Opisthocoelicaudia có chiều dài khoảng 11,4–13 m và cân nặng 25,4 t (56.000 lb). Giống như các loài khủng long chân thằn lằn khác, nó có đặc điểm là có cái đầu nhỏ ngồi trên chiếc cổ rất dài và thân hình thùng được mang bởi bốn chân giống như cột. Cái tên Opisthocoelicaudia có nghĩa là "đuôi khoang sau", ám chỉ tình trạng opisthocoel bất thường của các đốt sống đuôi trước bị lõm ở mặt sau của chúng. Điều này và các đặc điểm khác của bộ xương khiến các nhà nghiên cứu đề xuất rằng Opisthocoelicaudia có thể đứng trên hai chân sau của nó.
Được đặt tên và mô tả bởi nhà cổ sinh vật học người Ba Lan Maria Magdalena Borsuk-Białynicka vào năm 1977, Opisthocoelicaudia lần đầu tiên được cho là một thành viên mới của họ Camarasauridae, nhưng hiện được coi là một thành viên có nguồn gốc của Titanosauria. Các mối quan hệ chính xác của nó trong Titanosauria là gây tranh cãi, nhưng nó có thể gần với Alamosaurus Bắc Mỹ. Tất cả các hóa thạch Opisthocoelicaudia đều bắt nguồn từ Thành hệ Nemegt. Mặc dù rất giàu hóa thạch khủng long, loài khủng long chân thằn lằn duy nhất khác từ đơn vị đá này là Nemegtosaurus, được biết đến từ một hộp sọ duy nhất. Vì hộp sọ của Opisthocoelicaudia vẫn chưa được biết đến, một số nhà nghiên cứu đã gợi ý rằng Nemegtosaurus và Opisthocoelicaudia có thể đại diện cho cùng một loài. Dấu chân khủng long chân thằn lằn từ Thành hệ Nemegt, bao gồm các dấu ấn trên da, có thể được gọi là Nemegtosaurus hoặc Opisthocoelicaudia vì đây là những loài sauropod duy nhất được biết đến từ hệ tầng này.